# Davis Cup 1976
In 1976 werd het toernooi om de Davis Cup  voor de 65e keer gehouden. De Davis Cup is het meest prestigieuze tennistoernooi voor landen dat sinds 1900 elk jaar wordt georganiseerd.
Italië won voor de eerste keer de Davis Cup door in de finale Chili met 4-1 te verslaan.
De deelnemende landen strijden in de verschillende regionale zones tegen elkaar. De winnaar van elke zone plaatst zich voor het interzonaal toernooi. De winnaar van dat toernooi wint de Davis Cup.

## Interzonaal Toernooi
|  | halve finale 24-27 september | halve finale 24-27 september |  |        | finale 17-19 december | finale 17-19 december |
|  |                              |                              |  |        |                       |                       |
|  |                              |                              |  |        |                       |                       |
|  | Sovjet-Unie                  |                              |  |        |                       |                       |
|  | Chili                        | w/o                          |  |        |                       |                       |
|  |                              |                              |  |        | Chili                 | 1                     |
|  |                              |                              |  | Italië | 4                     |                       |
|  | Italië                       | 3                            |  |        |                       |                       |
|  | Australië                    | 2                            |  |        |                       |                       |

## België
België speelt in de voorronde van de regionale groep.
| datum      | tegenstander | uitslag | locatie | groep  | ronde       | winst/verlies |
| ---------- | ------------ | ------- | ------- | ------ | ----------- | ------------- |
| 02-05-1976 | Hongarije    | 0-5     | thuis   | EUR PR | kwartfinale | v             |
| 28-09-1975 | Nederland    | 4-1     | thuis   | EUR PR | 1e ronde    | w             |

België plaatste zich niet voor het hoofdtoernooi.

## Nederland
Nederland speelt in de voorronde van de regionale groep.
| datum      | tegenstander | uitslag | locatie | groep  | ronde    | winst/verlies |
| ---------- | ------------ | ------- | ------- | ------ | -------- | ------------- |
| 28-09-1975 | België       | 1-4     | uit     | EUR PR | 1e ronde | v             |

Nederland plaatste zich niet voor het hoofdtoernooi.
| niveau 1 | niveau 2 | niveau 3 | niveau 4 | niveau 5 |

Algemeen · Opzet · Finales · Winnaars 
 België ·  Nederland ·  Aruba ·  Nederlandse Antillen 

1900 · 1901 · 1902 · 1903 · 1904 · 1905 · 1906 · 1907 · 1908 · 1909 · 1910 · 1911 · 1912 · 1913 · 1914 · 1915 · 1916 · 1917 · 1918 · 1919 · 1920 · 1921 · 1922 · 1923 · 1924 · 1925 · 1926 · 1927 · 1928 · 1929 · 1930 · 1931 · 1932 · 1933 · 1934 · 1935 · 1936 · 1937 · 1938 · 1939 · 1940 · 1941 · 1942 · 1943 · 1944 · 1945 · 1946 · 1947 · 1948 · 1949 · 1950 · 1951 · 1952 · 1953 · 1954 · 1955 · 1956 · 1957 · 1958 · 1959 · 1960 · 1961 · 1962 · 1963 · 1964 · 1965 · 1966 · 1967 · 1968 · 1969 · 1970 · 1971 · 1972 · 1973 · 1974 · 1975 · 1976 · 1977 · 1978 · 1979 · 1980 · 1981 · 1982 · 1983 · 1984 · 1985 · 1986 · 1987 · 1988 · 1989 · 1990 · 1991 · 1992 · 1993 · 1994 · 1995 · 1996 · 1997 · 1998 · 1999 · 2000 · 2001 · 2002 · 2003 · 2004 · 2005 · 2006 · 2007 · 2008 · 2009 · 2010 · 2011 · 2012 · 2013 · 2014 · 2015 · 2016 · 2017 · 2018 · 2019 · 2020-2021 · 2022 · 2023 · 2024 · 2025